# 이정학
이정학(李正學, 1964년 5월 30일 ~ 현재)은 대한민국의 배우 겸 제작자이다.

## 출연 작품

### 영화
- 2010년 《그랑프리》 ... 만출 부 역 (특별출연), 제작, 기획, 각본
- 2008년 《1724 기방난동사건》 ... 의리없는 조폭 1 역
- 2008년 《강철중》 ... 국과수 직원 역
- 2007년 《용의주도 미스 신》 ... 의사 역
- 2007년 《마을금고 연쇄습격사건》 ... 불법안마소 사장 역
- 2007년 《최강 로맨스》 ... 택시기사 역 (특별출연)
- 2006년 《각설탕》 ... 원안, 프로듀서, 각색, 기획, 제작
- 2005년 《파송송 계란탁》 ... 조 PD 카메라맨/조폭 잡는 남자 역
- 2005년 《마파도》 ... 박 사장 역 (특별출연)
- 2004년 《늑대의 유혹》 ... 프로듀서
- 2003년 《영어 완전 정복》 ... 버스기사 역
- 2003년 《청풍명월》 ... 홍문관 교리 역
- 2002년 《광복절 특사》 ... 시장빵 주인 역
- 2002년 《서울》 ... 프로듀서
- 2002년 《공공의 적》 ... 국과수 직원 1 역
- 2001년 《라이방》 ... 녹음실 사내들 역, 제작진행
- 2001년 《엽기적인 그녀》 ... 원조인 1 역
- 2001년 《썸머타임》 ... 기획, 프로듀서
- 2001년 《신라의 달밤》 ... 코딱지 역
- 2000년 《하면 된다》 ... 총포상 주인 역
- 2000년 《가위》 ... 제작
- 1999년 《댄스 댄스》 ... 매니저 역
- 1999년 《카라》 ... 마을버스 운전사 역
- 1999년 《노랑머리》 ... 녹음실 사내 1 역
- 1998년 《해가 서쪽에서 뜬다면》 ... 현주의 부친 역
- 1998년 《키스할까요?》 ... 버스 기사 역
- 1998년 《남자이야기》 ... 지배인 역
- 1997년 《깊은 슬픔》
- 1997년 《비트》 ... 편의점 주인 역
- 1997년 《스카이 닥터》 ... 황 중사 역
- 1997년 《마리아와 여인숙》 ... 30대 남자 역
- 1997년 《베이비 세일》 ... 건달 1 역
- 1997년 《아버지》 ... 과일가게 주인 역
- 1997년 《쁘아종》 ... 칠칠이 역
- 1996년 《깡패 수업》 ... 찬삼 역
- 1996년 《채널 식스 나인》 ... 민 사장 역
- 1996년 《본 투 킬》 ... 매니저 역
- 1996년 《나에게 오라》 ... 약장수 역
- 1995년 《런어웨이》 (특별출연)
- 1995년 《개같은 날의 오후》 ... 개성댁 아들 역
- 1995년 《천재 선언》 ... 색 역
- 1994년 《너에게 나를 보낸다》 ... 의상실 남자 역, 제작부장
- 1994년 《게임의 법칙》 ... 하우스 꽁치 역
- 1994년 《세상 밖으로》
- 1994년 《나는 소망한다 내게 금지된 것을》 ... 운전수 역, 제작부장
- 1989년 《구로 아리랑》 ... 연출부

## 수상
- 2007년 제44회 대종상 영화제 기획상